# Johan Jakob Ehrensvärd
Johan Jakob Ehrensvärd (geb. Schäffer; * 11. Mai 1666 in Åbo; † 6. Oktober 1731 auf der Festung Carlsten, Schweden) war ein schwedischer Militär.

## Leben
Ehrensvärd begann 1685 als Gehilfe bei der Artillerie und beteiligte sich an den Feldzügen Karl XII. im Großen Nordischen Krieg. Während der Schlacht bei Poltawa wurde Ehrensvärd gefangen genommen, konnte sich aber befreien und nahm darauf als Kapitän der Artillerie an der Schlacht bei Helsingborg teil. 1712 ernannte man ihn zum Major und aufgrund seiner Verdienste bei der Verteidigung Wismars erhielt er 1715 den Rang eines Oberstleutnants. 1718 folgte Ehrensvärd dem König bei seinem Feldzug in Norwegen. Er war Wachhabender als Karl XII. tödlich von einer Kugel getroffen wurde. Schon 1717 war Ehrensvärd in den Adelsstand erhoben worden, woraufhin er seinen Namen änderte, doch der Adelsbrief wurde erst 1719 ausgestellt. Im selben Jahr erhielt er die Beförderung zum Oberst und den Kommandantenposten auf der Festung Carlsten.
Sein Sohn Augustin Ehrensvärd wurde als Erbauer der Festung Sveaborg bekannt.